# Paullinia bilobulata
Paullinia bilobulata är en kinesträdsväxtart som beskrevs av Ludwig Radlkofer. Paullinia bilobulata ingår i släktet Paullinia och familjen kinesträdsväxter. Inga underarter finns listade i Catalogue of Life.